# NGC 7500
NGC 7500 (другие обозначения — PGC 70620, UGC 12399, MCG 2-59-4, ZWG 431.8, NPM1G +10.0579) — линзообразная галактика (S0) в созвездии Пегас.
Этот объект входит в число перечисленных в оригинальной редакции «Нового общего каталога».